# Xinhuang
Xinhuang (en chino, 新晃; pinyin, Xīn·Huǎng (escuchar)ⓘ) es un condado autónomo bajo la administración directa de la Prefectura Huaihua en la Provincia de Hunan, República Popular China.  Su área es de 1502 km² y su población total para 2015 superó los 250 mil  habitantes. 

## Administración
Desde julio de 2023, el  condado Xinhuang se divide en 11 pueblos que se administran en 9 poblados y 2 villas.

## Toponimia
El topónimo Xinhuang [/xin-Juáng/] significa "Nueva Huang". Tras el colapso de la dinastía Tang, la Provincia Jiang (奖州 Jiangzhou) quedó gobernada por la familia Tian Hanquan (田汉权) que la renombró Provincia Huang (晃州 Huangzhou).
En la dinastía Qing, se estableció com Salón independiente Huangzhou (晃州直隶厅), llamada así por el Monte Huang (晃山 Huangsha).Sin embargo, al verificar los nombres de las montañas cercanas a la sede gubernamental, ninguna se llama así. Además, la Sede de gobierno ha cambiado a través del tiempo. Los registros históricos  varían al indicar donde queda tal montaña, desde 30 lis. 90 lis, incluso los 120. Basándose en los registros anteriores, a 30 lis se encuentra la montaña Xihuang (西晃山 "Huang occidental") lo que la ha convertido en la mayor candidata, pero aún generando dudas que se trate de la misma.
"Huang" (晃) se podría traducir como "la resplandeciente", siendo un tono poético, debido a que el chino es un idioma tonal , cambiando el tono, se podría traducir como "la que se mueve". Aunque también podría ser un préstamo fonético con significado desconocido de las lenguas minoritarias locales como el dong o tujia, ya que la región de Hunan tiene presencia de grupos étnicos minoritarios .
En 1913, durante la era de la República de China, el nombre se actualizó a Xinhuang (Nueva Huang) para marcar una reorganización administrativa.
Como las otras regiones autónomas, se caracteriza por estar asociada a un grupo étnico minoritario, en este caso, los dong . La región recibió la condición de "autónomo" cuando se estableció el Condado autónomo dong de Xinhuang el 5 de abril de 1956.